# リチャード・ルーソン＝ゴア
リチャード・ルーソン＝ゴア閣下（英語: Hon. Richard Leveson-Gower、1726年4月30日 – 1753年10月19日）は、グレートブリテン王国の政治家。1747年から1753年まで庶民院議員を務めた。

## 生涯
初代ゴア伯爵ジョン・ルーソン＝ゴアと1人目の妻エヴリン（Evelyn、旧姓ピアポント（Pierrepont）、1727年6月26日没、初代キングストン＝アポン＝ハル公爵エヴリン・ピアポントの娘）の四男として、1726年4月30日にトレンサム生まれた。1735年から1743年までウェストミンスター・スクールで教育を受けた後、1744年5月28日にオックスフォード大学クライスト・チャーチに入学した。
第4代ベッドフォード公爵ジョン・ラッセルが1746年7月に書いた手紙によれば、ルーソン＝ゴアは弁護士になりたくなく、軍人になりたかったが、父に反対されたため、怠惰な生活を送るか、外交官になるしかないという。ベッドフォード公爵は外交官になることを「追放の一種」（a kind of banishment）としてみていたが、いずれにせよルーソン＝ゴアはイギリス代表としてデン・ハーグに滞在していた第4代サンドウィッチ伯爵ジョン・モンタギューの秘書官になった。
1747年イギリス総選挙ではベッドフォード公爵の影響力によりタヴィストック選挙区で当選したが、同時に父の支持を受けてリッチフィールド選挙区で立候補した。リッチフィールドではトーリー党所属だった父が与党に転じたため、ルーソン＝ゴアの落選運動がおきたが、2万ポンドを選挙戦に費やした末に278票（得票数1位）で当選した。ルーソン＝ゴアはリッチフィールドの代表として議員を務めることを選択した。
同年秋にはサンドウィッチ伯爵とベッドフォード公爵の手配により、オーストリア継承戦争の講和会議が行われていたアーヘンにイギリス代表の秘書官の1人（年収300ポンド）として派遣されることになり、和約締結の報せを本国に届けて1,000ポンドの褒賞を受けた。1749年に南部省政務次官（年収1,000ポンドの官職。このときの南部担当国務大臣はベッドフォード公爵だった）に任命され、1751年6月にベッドフォード公爵とともに辞任した。
1753年にはベッドフォード公爵の推薦により次の総選挙で第3代ブリッジウォーター公爵フランシス・エジャートンの支持を受けてブラックリー選挙区で出馬する予定だったが、総選挙を迎えることなく、同年10月19日に生涯未婚のまま死去した。